# Anna Lisa Baroni
Anna Lisa Baroni (Mantova, 20 ottobre 1959) è una politica italiana.

## Biografia
Studia al liceo classico Virgilio di Mantova, si laurea in giurisprudenza all'Università di Bologna, dal 1985 esercita la professione di avvocato, specializzandosi in seguito in diritto tributario a Bologna e in diritto societario a Pavia.
Dal 2000 si dedica anche all'attività politica.  Alle elezioni regionali lombarde del 2013 è eletta consigliera del Popolo della Libertà in provincia di Mantova con 1789 preferenze.
Alle elezioni politiche del 2018 è eletta deputata di Forza Italia. Alle elezioni europee del 2019 si candida nella Circoscrizione Italia nord-occidentale per FI, ma non viene eletta.
In seguito alla caduta del Governo Draghi, la Baroni abbandona Forza Italia a seguito della decisione da parte del partito di non partecipare al voto di fiducia richiesto dall’esecutivo al Senato il 20 luglio 2022.  Alle elezioni politiche anticipate del 25 settembre si candida con Azione per la Camera dei deputati al secondo posto nei collegi plurinominali Lombardia 3 - 01 e Lombardia 3 - 02.

## Vita privata
Ha una figlia, Antonia.